# San Pietro Avellana
San Pietro Avellana es una localidad y comune italiana de la provincia de Isernia, región de Molise, con 662 habitantes.

## Evolución demográfica
| Gráfica de evolución demográfica de San Pietro Avellana entre 1861 y 2001 |
|                                                                           |
| Fuente ISTAT - elaboración gráfica de Wikipedia                           |